# Astragalus entomophyllus
Astragalus entomophyllus es una especie de planta del género Astragalus, de la familia de las leguminosas, orden Fabales.

## Distribución
Astragalus entomophyllus se distribuye por Irak e Irán.

## Taxonomía
Fue descrita científicamente por Boiss. & Haussk. ex Boiss. Fue publicado en Flora Orientalis 2: 259 (1872).
Sinonimia
- Astragalus leucotrichus A. A. Maassoumi